# Раденович, Велько
Велько Раденович (серб. Veljko Radenović / Вељко Раденовић; 17 мая 1955, Печ — 29 сентября 2012, Крушевац) — подполковник полиции Сербии, командир специального полицейского подразделения Призрена во время Косовской войны. Известен благодаря участию в операции по освобождению Ораховаца от сил Армии освобождения Косово в июле 1998 года. В народе получил прозвище «Генерал», хотя дослужился только до звания подполковника.

## Биография
Велько Раденович родился 17 мая 1955 года в посёлке Брежаник недалеко от города Печ. Его семья родом из черногорского села Метеха неподалёку от Плава, в Косово она переехала после окончания Второй мировой войны. Окончил милицейскую школу в Сремской-Каменице, до 1992 года был начальником отделения милиции в селе Средска (недалеко от села Штрпце). Имел отличную репутацию в югославской милиции. С февраля 1992 года командир специального подразделения МВД Союзной Республики Югославия, участник Боснийской войны на направлении Вишеград — Фоча — Горажде. В начале сентября 1995 года был переброшен в Славонию и Баранью на границу Хорватии, где находился до подписания Дейтонских соглашений. В 1996 году в течение трёх месяцев пробыл в Белграде, где участвовал в пресечении беспорядков. Среди сослуживцев и подчинённых Раденович прославился по боевому кличу «За мной, братья!».
Во время войны в Косово и Метохии Велько Раденович командовал специальным подразделением полиции в Призрене, оставаясь в Косово до отвода войск в июне 1999 года. Он прославился как командир сербских частей, которые с 17 по 20 июля 1998 года участвовали в боях за город Ораховац, занятый АОК: албанцы атаковали Ораховац и соседские деревни, взяв город и создав коридор между силами АОК в Дренице и албанскими пограничными районами. В ходе нападения были убиты около 60 бойцов АОК, два сотрудника полиции и пять мирных сербских жителей; 100 человек были похищены (из них 35 человек освобождены, 47 убиты и похоронены в братских могилах, остальные 18 пропали без вести).
Албанцы в течение нескольких дней держали в заложниках городское население. Усилиями Раденовича город был освобождён, а албанские боевики уничтожены. Отряд Раденовича в течение трёх суток пробивался с боями в Ораховац через Зрзе и Белу-Цркву, обойдя силы АОК у входа в Ораховац, войдя в город с другой стороны и заставил албанцев отступить. Руководство Армии освобождения Косово после боёв в Ораховаце даже объявило вознаграждение за Раденовича в размере 500 тысяч немецких марок. Помимо этого, Раденович участвовал в операциях по освобождению взятых в заложники жителей сёл Братотина и Ратковца 12 мая 1998 года (эвакуированы более 50 человек), а также в Марше мира в декабре 1998 года, который завершился в селе Драгобиье.
Сослуживцы и гражданские лица высоко оценивали Раденовича как командира подразделения и как человека. Сам Раденович однажды чудом остался в живых после того, как неизвестный снайпер, целясь ему в голову, попал в кепку. Подполковник говорил, что почувствовал сильный удар, как будто его ударили металлической трубой по голове, а простреленную кепку хранил дома как талисман.
На протяжении 20 лет Раденович страдал от сахарного диабета: в бою он всегда носил с собой запасы инсулина и шоколад, делая по мере возможности инъекции. В последние 7 лет жизни его состояние значительно ухудшилось: из-за осложнений Раденовичу пришлось ампутировать ногу. Он умер 29 сентября 2012 года в Крушеваце и был похоронен на новом кладбище Крушеваца без государственных почестей.

## Награды
- Сретенский орден I степени (посмертно)[8]
- Орден «За заслуги в области обороны и безопасности» I степени (15 февраля 2022, посмертно)[9]

## Личная жизнь
Вдова — Славица Раденович. Сын Вукашин, уехавший из Призрена в возрасте 14 лет, позже стал сотрудником Жандармерии Сербии. Есть внук Илия.

## Память
Музыкант Гаврило Куюнджич (серб. Гаврило Кујунџић) из Ораховаца, который познакомился с Раденовичем в 1970-е годы, а также был очевидцем сражения за Ораховац и окрестные деревни в 1998 году, посвятил ему песню «Генерал, генерал» (серб. Ђенерале, ђенерале), благодаря которой за подполковником Раденовичем и закрепилось прозвище «генерал».
24 марта 2022 года в Крушеваце был открыт памятник генералу Раденовичу.